# 알레시 코탈리크
알레시 코탈리크(체코어: Aleš Kotalík, 1975년 8월 18일~)는 체코의 은퇴한 아이스하키 선수로 포지션은 레프트윙과 라이트윙이다. 내셔널 하키 리그(NHL)의 버펄로 세이버스, 에드먼턴 오일러스, 뉴욕 레인저스, 캘거리 플레임스 소속으로 활약했으며, NHL 통산 542경기에 출전했다.
국제 대회에서는 체코 아이스하키 국가대표팀 소속으로 참가했으며, 2006년 동계 올림픽에서 동메달을 획득했다. 또한 2008년과 2009년 세계 선수권 대회에 참가했다.